# 横浜軍事法廷
横浜軍事法廷（よこはまぐんじほうてい）とは、太平洋戦争終結後、日本の戦争犯罪を裁くため、当時横浜に司令部を置いていたアメリカ陸軍第8軍によって開かれた軍事法廷である。

## 概要
この軍事法廷は極東国際軍事裁判の一つであり、主にBC級戦犯を対象としていた。アメリカの第8軍による横浜のBC級戦犯裁判では53人の死刑が確定し、スガモプリズンで執行された。
裁判は横浜地方裁判所陪審法廷を改装した場所で行われた。後年、横浜地方裁判所が改築された際に法廷の内装は桐蔭学園に移築、桐蔭横浜大学メモリアルアカデミウムに保存されている。